# Martin Gerbert

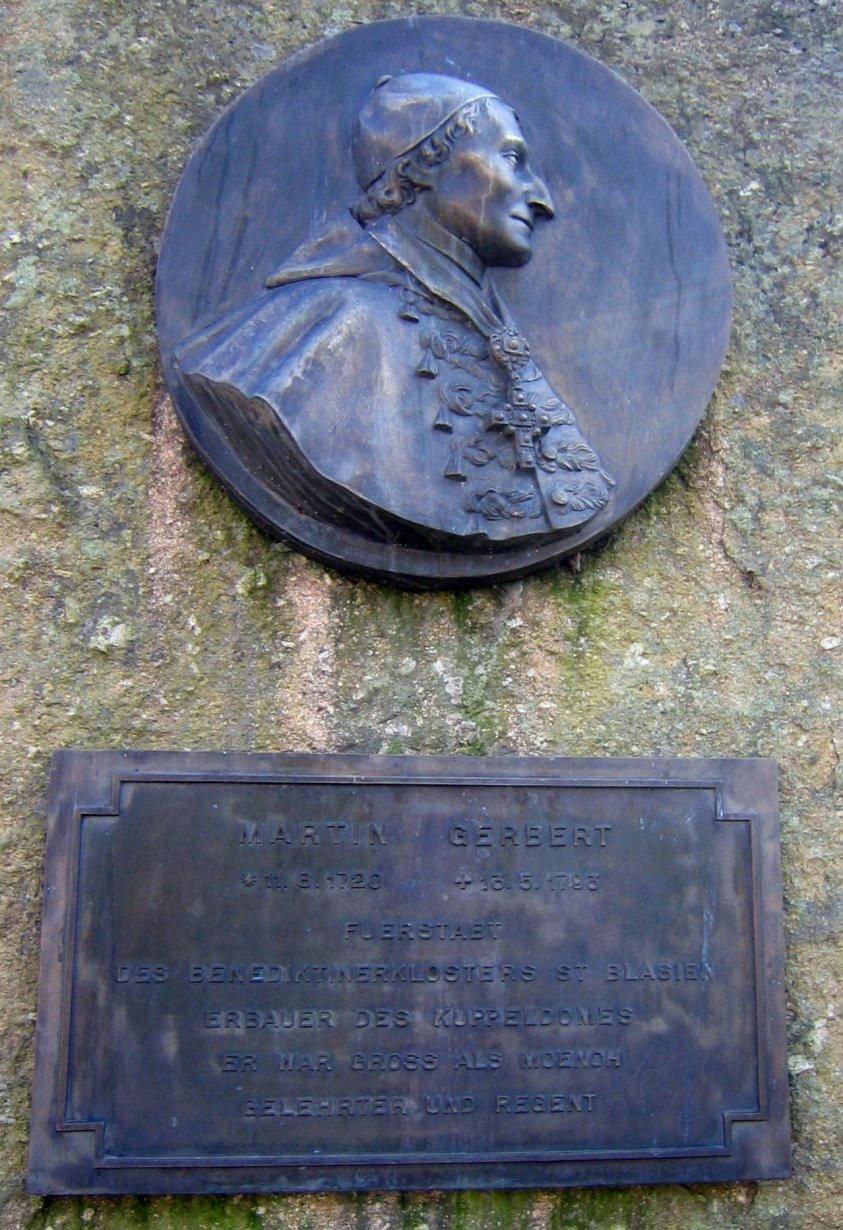
Plaque en mémoire de Martin Gerbert à l'abbaye Saint-Blaise (Forêt-Noire)

Martin Gerbert von Hornau, né le 12 août 1720 à Horb am Neckar, était le prince-abbé à l'abbaye Saint-Blaise en Saint-Empire, où il est mort le 13 mai 1793. Il fut un historien de la musique remarquable, et un représentant de l'ordre bénédictin moderne dans la Forêt-Noire.

## Vie

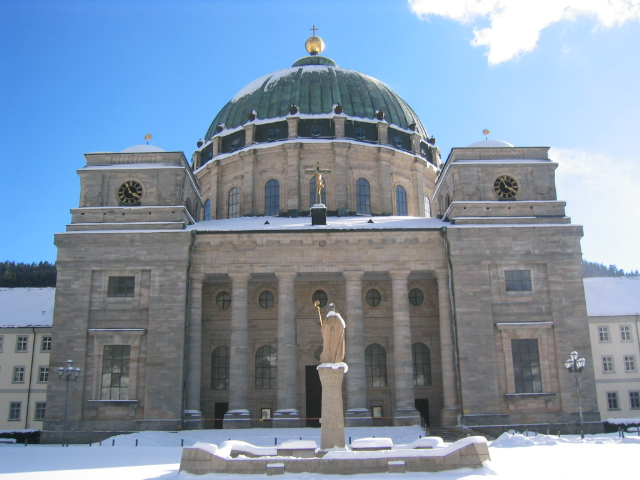
Vue de l'église Saint-Blaise

Gerbert est originaire de la famille noble von Hornau et reçoit sa première éducation à Fribourg-en-Brisgau. En 1736, il est moine à l'école monastique de Saint-Blaise, où il devient professeur de théologie. Il voyage à travers l'Allemagne, la France et l'Italie. Il rassemble des documents concernant la liturgie et l'histoire de la musique médiévales. Le 15 octobre 1764, Gerbert devient prince-abbé de Saint-Blaise. Sous son règne, il développe l'abbaye pour en faire un centre important de recherche historique méthodique. Il s'oppose au joséphisme des souverains autrichiens, publie son tripartite Historia Nigrae Silvae (1783-1788) et fait construire la célèbre église ronde de Saint-Blaise (jusqu'en 1783) après la catastrophe de l'incendie de 1768. Son grand intérêt pour la musique lui fait faire la connaissance de Christoph Willibald Gluck qui deviendra son ami.
Après que Gerbert est chargé de la gestion de la bibliothèque de l'abbaye, il commence à étudier l'histoire liturgique. Le principal objet de ses recherches est l'histoire des cantiques sacrés au Moyen Âge. Cela lui permet de devenir l'un des principaux historiens de son époque. En 1760, il rassemble de ses voyages des copies de traités médiévaux sur l'histoire et la théorie de la musique. À Bologne, il se lie d'amitié avec Padre Martini : tous deux échangent leurs riches expériences respectives. Le premier fruit de cette rencontre fut un reportage de voyage Iter Alemannicum. Suivirent en 1774 les deux volumes de l'œuvre De cantu et musica sacra, puis Monumenta et finalement Scriptores ecclesiastici. Les derniers écrits — une volumineuse collection de textes originaux en trois volumes — regroupent les principaux écrits de musique théorique depuis le IIIe siècle jusqu'à la fin du Moyen Âge, et auront une portée capitale dans les études qui seront menées ultérieurement sur l'histoire de la musique médiévale.
En 1791, il fonde la brasserie Rothaus — aujourd'hui Brasserie d'État de Bade Rothaus — comme mesure pour encourager l'économie dans son territoire de la Forêt-Noire.

### Écrits
- De recto et perverso usu theologicæ scholasticæ, 1758 (Livre électronique)
- De æqua morum censura adversus rigidiorem et remissiorem, 1763 (Livre électronique)
- Iter Allemannicum, accedit Italicum et Gallicum, 1765
- De cantu et musica sacra, a prima ecclesiae aetate usque at praesens tempus, 1774
- Monumenta veteris liturgiae Alemanicae, 1777–1779 (Livre électronique)
- Historia Nigrae Silvae ordinis Sancti Benedicti coloniae, 1783–1788 (Livre électronique : Vol. 1, Vol. 2, Vol. 3)
- Scriptores ecclesiastici de musica sacra potissimum, 1784
- Ecclesia Militans Regnum Christi in Terris, in suis Fatis repræsentata, 1784 (Livre électronique)
- De sublimi in evangelio Christi juxta divinam Verbi incarnati œconomian, 1793 (Livre électronique)

La plupart des écrits de Martin Gerbert se trouvent dans l'édition intégrale originale disponible à la bibliothèque du monastère de  Oberried (Brisgau).

### Sur l'homme
- Michael Buhlmann : Benediktinisches Mönchtum im mittelalterlichen Schwarzwald. Ein Lexikon